# Fortaleza Horom
La Fortaleza de Horom o romanizado también como Orom  o  Horrom (en armenio: Էրեբունի) es una antigua fortificación de la Edad de bronce en la época del reino de Urartu, construida sobre dos grandes colinas al sur de la carretera principal y enfrente de la presa y embalse de Kamut. Está situado aproximadamente a un kilómetro al este de la localidad de Horom perteneciente a la Provincia de Shirak de Armenia. No muy lejos de allí se encuentran Ghak y Shvaghtapa dos fortalezas ciclópeas también urartianas.

## Excavaciones
Horom se considera como uno de los sitios arqueológicos más impresionantes en Armenia debido a su arquitectura. Hay fragmentos de cerámica y lascas de obsidiana esparcidas en la superficie del área. Las excavaciones recientes han sido realizadas por aqueólogos armenios y estadounidenses dirigidos por Ruben Badalian y Philip Kohl. Estos equipos de investigación han descubierto murallas bien conservadas, así como grandes cantidades de artefactos culturales que han dado una idea de los personajes y la vida de quienes una vez residieron en el lugar.

## Véae también
- Anexo: Lista de castillos de Armenia